# Koster-klass
Kosterklass är en fartygsklass inom svenska marinen. Klassbeteckningen används för fem minröjningsfartyg i tidigare Landsort-klass som halvtidsmodifierades och fick ny och modernare utrustning. Minröjningsfartygens huvudsakliga uppgifter är sjöminröjning, ubåtsjakt och sjöövervakning. Båtarnas skrov är tillverkade i glasfiberarmerad plast kring en kärna av PVC-plast, vilket medför en låg magnetisk signatur såväl som litet deplacement vilket bidrar till låg trycksignatur. Bland de modifieringar som inleddes i början av 2000-talet märks förbättrad sonar för att detektera och klassificera sjöminor och andra undervattensobjekt, ett nytt stridsledningssystem, nyagammal eldledningssystem (Arte726) och nya fjärrstyrda undervattensfarkoster.

## Fartyg i klassen
| Fartygsnummer | Namn       | Byggandet påbörjas | Sjösattes       | I tjänst         | Regemente | Status   |
| ------------- | ---------- | ------------------ | --------------- | ---------------- | --------- | -------- |
| M73           | HMS Koster |                    | 15 augusti 1986 | 28 november 1986 |           | I tjänst |
| M74           | HMS Kullen |                    | 15 augusti 1986 | 28 november 1986 |           | I tjänst |
| M75           | HMS Vinga  |                    | 14 augusti 1987 | 27 november 1987 |           | I tjänst |
| M76           | HMS Ven    |                    | 18 augusti 1988 | 12 december 1988 |           | I tjänst |
| M77           | HMS Ulvön  |                    | 4 mars 1992     | 9 oktober 1992   |           | I tjänst |